# فرد کالینگ
فرد کالینگ (انگلیسی: Fred Colling; ۲۳ نوامبر ۱۸۹۷ – ۱۵ آوریل ۱۹۷۳) بازیکن فوتبال بود.
از باشگاه‌هایی که در آن بازی کرده‌است می‌توان به باشگاه فوتبال دارلینگتون اشاره کرد.